# Nicolina Pernheim
Nicolina Pernheim Goodrich, född 22 augusti 1991 i Göteborg, är en svensk judoka (judoutövare) som internationellt representerar Sverige. Pernheim graderades till 3:a Dan 3 mars 2018 (svart bälte 3:e graden). Hon är blind sedan födseln och tävlingsklassad B1/blind. B1-tävlande har röd cirkel på varje ärm på judodräkten.
Pernheim arbetar aktivt för rekrytering av synskadade barn och ungdomar till att träna judo i Sveriges judoklubbar. 

## Biografi

### Bakgrund, studier, civil karriär
Nicolina Pernheim började vid fyra års ålder träna judo för sin far. Han startade 1995 en judolekgrupp på Frölunda judoklubb.
Pernheim avlade 2018 fysioterapeutexamen vid Göteborgs universitet, som första blinda student på programmet. Hösten samma år övergick hon till att bli masterstudent vid Universitetet i Sørøst-Norge, där hon slutförde sin 2023 examen.
Sedermera har hon inlett en verksamhet som synpedagog med barn och ungdomar vid Västra Götalandsregionen.

### Tävlande
Pernheim har i paralympiska sammanhang deltagit vid sommarspelen 2008 i Peking, 2012 i London, 2016 i Rio, 2021 i Tokyo samt 2024 i Paris. Vid de paralympiska sommarspelen 2024 tog hon brons i judo.
Inför paralympiska spelen i Paris hade Pernheim haft en längre paus från tävlingsjudo i samband med en graviditet som avslutades med att hon födde en dotter. Dessförinnan hade hon varit rankad tvåa i världen i sin klass.
Pernheim har även nått stora framgångar i andra internationella tävlingar. Hon har vunnit EM-guld åren 2009, 2011, 2013 och 2022. Hon har vunnit guld vid German Open, oftast arrangerat i Heidelberg, åren 2009, 2010, 2012, 2013, 2014, 2015, 2017 och 2023.

### Organisationsmedverkan
Pernheim har bidragit till att tävlingsreglerna i Sverige nu tillåter att starta med grepp för synskadade som tävlar mot personer utan synskada. Samtidigt har hon själv gynnats av att tävlande från och med paralympiska spelen 2024 uppdelats i klasser för synskapade respektiva blinda.
2012 invaldes Nicolina Pernheim i IBSA (Internationella Blindsportförbundet) Judo som aktiv representant.

## Tävlingsresultat (urval)
2009
- German Open Guld, Schmalkalden, Tyskland[1]

2010
- German Open Guld, Heidelberg, Tyskland[1]

2012
- German Open Guld, Heidelberg, Tyskland[1]

2013
- EM Guld, Eger, Ungern[14]
- PanAM Silver, US
- Brasilien Grand Prix Guld, São Paulo, Brasilien
- German Open Guld, Heidelberg, Tyskland[1]

2014
- VM 5:a, Seoul, Korea
- Svenska Mästerskapen (regular) Brons, Borås
- Brasilien Grand Prix Guld, São Paulo, Brasilien
- German Open Guld, Heidelberg, Tyskland[15]

2015
- EM 5:a, Lissabon, Portugal

- All Japanska mästerskapen Guld, Tokyo, Japan
- VM 5:a
- GP 5:a, Eger, Ungern
- German Open Guld, Heidelberg, Tyskland

2016
- Paralympiska sommarspelen 5:a, Rio de Janeiro, Brasilien
- Grand Prix Silver, Birmingham, Storbritannien

2017
- All Japanska mästerskapen Guld, Tokyo, Japan
- World Cup Brons, Tasjkent, Uzbekistan
- EM Brons, Walsall, Storbritannien
- Svenska Mästerskapen (regular) 4:a, Stockholm
- Brasilien Grand Prix Guld, São Paulo, Brasilien
- German Open Guld, Heidelberg, Tyskland

2018
- VM 5:a, Lissabon, Portugal
- World Cup Brons, Atyrau, Kazakstan
- NM Guld, Hillerød, Danmark
- World Cup 5:a Antalya, Turkiet
- German Open Brons, Heidelberg, Tyskland

2019
- Judo Grand Prix 5:a,Tashkent, Uzbekistan
- EM Brons, Genoa, Italien
- Paralympic Qualifier Brons, Fort Wayne, USA
- Grand Prix 5:a, Baku, Azerbajdzja
- German Open Silver, Heidelberg, Tyskland

2021
- Paralympiska sommarspelen 7:a, Tokyo, Japan[16]

2023
- German Open Guld, Heidelberg, Tyskland[2]

2024
- Paralympiska sommarspelen Brons, Paris, Frankrike[2]